# Cristina Lazarraga
Cristina Lazarraga , es una piloto española de moto de agua profesional. Es conocida por liderar el movimiento de inclusión de la mujer en el mundo de la motonáutica, y ser la primera mujer española en convertirse en campeona de Europa Jetcross en 2019. A su vez, a finales del mismo año, se proclamó subcampeona del mundo IJSBA. En el año 2021 se vuelve a proclamar subcampeona del mundo en Cerdeña, Italia. 
A principios de la temporada 2022 sufre un grave accidente durante la primera prueba del Campeonato de Europa en Italia que la deja fuera del campeonato europeo y del mundo.

## Biografía
Lazarraga, publicista de formación, utiliza sus nociones para dar visibilidad a su deporte. Gracias a su activismo ha conseguido que la Federación Mundial de Motonáutica convocase por primera vez en la historia de la motonáutica la categoría de mujeres en la modalidad Runabout GP4 en el Campeonato de Europa Aquabike en 2019.
La Federación Mundial de Motonáutica reconoció en 2020 por primera vez la categoría Runabout GP4 Ladies como una categoría oficial para el Campeonato del Mundo de motos de agua. Cristina Lazarraga interviene en el proceso de creación de dicha categoría siendo la figura principal de que la petición diese lugar a ese resultado. Por su papel en este proceso, finalmente las mujeres tendrán por primera vez una categoría femenina en la modalidad Runabout GP4.

## Palmarés
| Año            | País                                                     | Categoría                                          | Posición |
| 2017           |                                                          |                                                    |          |
| -------------- | -------------------------------------------------------- | -------------------------------------------------- | -------- |
| 2017           | España                                                   | Campeonato de España Benalmádena                   | 3        |
| 2017           | España                                                   | Campeonato de España Copa del Rey                  | 3        |
| 2017           | España                                                   | Campeonato de España General                       | 4        |
| 2017           | España                                                   | AquaX Cup Ladies                                   | 1        |
| 2018           |                                                          |                                                    |          |
| España         | Campeonato de España Benalmádena                         | 3                                                  |          |
| España         | Campeonato de España Marbella                            | 3                                                  |          |
| España         | Campeonato de España Copa del Rey                        | 3                                                  |          |
| España         | Campeonato de España General                             | 3                                                  |          |
| España         | AquaX Cup Ladies                                         | 1                                                  |          |
| 2019           |                                                          |                                                    |          |
| Francia        | Jet Cup Saint Maxime                                     | 2                                                  |          |
| España         | Campeonato de España Benalmádena Rally Jet               | 1                                                  |          |
| Italia         | Campeonato del Mundo GP Olbia Aquabike                   | 6                                                  |          |
| Hungría        | Campeonato de Europa GP of Hungary Aquabike Ladies       | 2                                                  |          |
| Unión Europea  | Campeonato de Europa Aquabike General                    | 2                                                  |          |
| Bélgica        | Jet Cross Bélgica Féminas                                | 1                                                  |          |
| Bélgica        | AquaX Ostende                                            | 3                                                  |          |
| Bélgica        | AquaX Barcelona Féminas                                  | 1                                                  |          |
| Francia        | Jet Cross Campeonato de Europa GP of Vichy Féminas       | 1                                                  |          |
| Francia        | Jet Cross Campeonato de Europa GP of Vichy               | 3                                                  |          |
| Suiza          | Jet Cross Campeonato de Europa GP of Le Bouveret Féminas | 1                                                  |          |
| Suiza          | Jet Cross Campeonato de Europa GP of Le Bouveret         | 3                                                  |          |
| Unión Europea  | Jet Cross Campeonato de Europa General Féminas           | 1                                                  |          |
| China          | China International Powerboat Competition Lizhou         | 2                                                  |          |
| China          | China International Powerboat Competition Hanzhong       | 2                                                  |          |
| Estados Unidos | Campeonato del Mundo IJSBA                               | 2                                                  |          |
| 2020           |                                                          |                                                    |          |
| Hungría        | Campeonato de Europa GP of Hungary Aquabike Ladies       | 2                                                  |          |
| Polonia        | Campeonato de Europa GP of Poland Aquabike Ladies        | 1                                                  |          |
| Polonia        | Campeonato de Europa GP of Poland Aquabike               | 2                                                  |          |
| Unión Europea  | Campeonato de Europa Aquabike General                    | 2                                                  |          |
| 2021           | Hungría                                                  | Campeonato de Europa GP of Hungary Aquabike Ladies | 3        |
| 2021           | Polonia                                                  | Campeonato de Europa GP of Poland Aquabike Ladies  | 1        |
| 2021           | Polonia                                                  | Campeonato de Europa GP of Poland Aquabike         | 1        |
| 2021           | Unión Europea                                            | Campeonato de Europa Aquabike General              | 2        |
| 2021           | Italia                                                   | Campeonato del Mundo GP Olbia Aquabike             | 2        |